# Dunsyre
Dunsyre (Dùn Saghair en gaélique écossais) est un village de 288 habitants, faisant partie de la division administrative écossaise de South Lanarkshire.
Il se trouve à 8 kilomètres du village de Linton et à 10 kilomètres de Carnwath.

## Environnement
Le village est encadré au nord par la colline dite Dunsyre Hill, et au sud par le mont Blackmount. Dunsyre Hill se trouve à l'extrémité de la chaîne des Pentland Hills qui s'étend sur plus de trente kilomètres à partir d'Édimbourg. Dunsyre Hill culmine à 150 mètres au-dessus des terres environnantes, soit 400 mètres à partir du niveau de la mer ; un ensemble de collines de plus en plus petites débutent à Dunsyre Hill et vont vers l'ouest en direction de la paroisse de Carnwath. Entre Dunsyre et Walston se trouve une vallée de presque cinq kilomètres de long et deux de large, traversée par la rivière de South Medwin qui se jette dans la Clyde.

## Agriculture
On trouve à Dunsyre des cultures d'avoine, orge, pommes de terre et navet. Les vaches des exploitations laitières sont de la race Ayrshire. Le troupeau de moutons compte 3000 têtes. Du lait écrémé, du fromage et du beurre sont envoyés aux marchés des villages environnants.